# Radomir Kovač
Radomir Kovač (ur. 31 marca 1961 w Fočy) – bośniacki Serb, jeden z dowódców policji i serbskich formacji paramilitarnych działających w okolicy miasta Foča.
Aresztowany przez SFOR 2 sierpnia 1999 r., następnie oskarżony przed Międzynarodowym Trybunałem Karnym dla byłej Jugosławii o zbrodnie przeciwko ludzkości i pogwałcenie zwyczajów wojennych.
22 lutego 2001 został skazany na 20 lat więzienia m.in. za niewolnictwo, wielokrotne gwałty i handel ludźmi (sprzedał dwie swoje ofiary czarnogórskim żołnierzom za 500 marek niemieckich). Karę, w której poczet wliczono czas spędzony w areszcie, odbywał w Norwegii. 23 marca 2013 roku został zwolniony.